# Exile (videogioco)
Exile è un videogioco dalla Superior Software pubblicato nel 1988 per Acorn Electron e BBC Micro. In seguito convertito dalla Audiogenic per Commodore 64, Amiga, CD32 e Atari ST, nella conversione per Amiga di Exile furono prodotte sia la versione OCS (1991) che quelle AGA e CD32 (1995).
Il gioco fu progettato e programmato da Peter Irvin (autore di Starship Command, uno sparatutto spaziale con un sistema di controllo innovativo) e da Jeremy Smith (autore di Thrust, un videogioco basato sull'esplorazione di una caverna).
La rivista Amiga Power votò la versione OCS di Exile come miglior videogioco del 1991.